# Абраан, София
София Сампайо Абраан (порт.-браз. Sophia Sampaio Abrahão; род. 22 мая 1991, Сан-Паулу, Бразилия) — бразильская фотомодель и актриса

.

## Биография
София Абраан начала работать моделью в 14 лет. После рекламы косметической линии была приглашена в рекламное модельное агентство. В 15 лет она переехала в Китай, где прожила 4 месяца. Позже она жила в Японии, Сингапуре и Гонконге. По возвращении в Бразилию продолжила карьеру модели и параллельно пошла на театральные курсы «Globo».

## Личная жизнь
В 2009 году встречалась с певцом Фресно Родригу Таваресом, который посвятил ей песню «София», но пара рассталась. В этом же году Абраан завязала отношения с Мигелом Ромуло (порт. Miguel Rômulo).
В 2010 году, после 7 месяцев тайного романа с Шаем Суэдей (порт. Chay Suede) они раскрыли его публично в журнале «Whim».
В феврале 2012 года у Абраан завязались отношения с актёром и певцом Микаэлом Боржесом (порт. Micael Borges), который также играл в сериале «Непослушный подросток».
На карнавале 2013 года появились слухи, что Абраан встречается с актёром и певцом Фиуком (порт. Fiuk). О романе официально пара объявила в апреле 2013 года. Отношения прекратились в августе 2013 года.
В 2015 году у Абраан начался роман с Сержиу Мальейросом (порт. Sérgio Malheiros).

## Телевидение
- Молодые сердца (2007—2009)
- Мятежник (2011—2012)
- Любовь к жизни (2013—2014)